# Erlus
 Erlus (Eigenschreibweise: ERLUS) ist nach eigenen Angaben ein in der deutschen Baubranche führender Hersteller von Dachziegeln, Schornsteinsystemen und Lüftungsnetzwerken für Einfamilienhäuser mit Hauptsitz in Neufahrn in Niederbayern.

## Geschichte
Bereits 1842 wurde die erste Ziegelei in Ergoldsbach gegründet. Im Jahr 1870 entstand aus der Privatziegelei die Aktien-Ziegelei Ergoldsbach und die Firma wurde erweitert. Nach Zahlungsschwierigkeiten erfolgte 1897 die Zwangsversteigerung und Umbenennung in Falzziegel- und Dachplattenfabrik Ergoldsbach Max Weinschenk vorm. Aktienziegelei, welche wiederum sieben Jahre später in den Dachziegelwerken Ergoldsbach aufging. Nach diversen Firmenübernahmen und zwischenzeitlichen Rückschlägen, unter anderem durch einen Großbrand am 14. Mai 1962, erfolgte 1970 die Umbenennung in die Erlus Baustoffwerke AG. Zahlreiche Neubauten, Firmenzukäufe und Modernisierungen prägten die folgenden 30 Jahre, bis das Unternehmen im Jahr 2004 in Erlus AG umfirmiert wurde.
Das Bundeskartellamt verhängte im Dezember 2008 sowie Anfang 2009 gegen Erlus sowie gegen acht weitere Unternehmen der Tondachziegelbranche erhebliche Geldbußen in Höhe von insgesamt 188 Millionen Euro wegen der Beteiligung an wettbewerbsbeschränkenden Absprachen bei Tondachziegeln. 2006 hatte fast die gesamte Branche vereinbart, die Preise durch Erhebung eines so genannten „Energiekostenzuschlages“ um 4 bis 6 % zu erhöhen. Fast alle beschuldigten Unternehmen legten Widerspruch gegen die Bußgeldbescheide ein. Im Verfahren vor dem Oberlandesgericht Düsseldorf akzeptierte Erlus schließlich 2015 ein Bußgeld in Höhe von 2,5 Millionen Euro.
Bis Ende Juni 2016 wurde die Aktie der Erlus AG an der Börse München (m:access) gehandelt.

## Standorte
- Erlus-Werke und Hauptverwaltung Neufahrn in Niederbayern
- Erlus-Werk Ergoldsbach
- Erlus-Werk Teistungen
- GIMA-Werk Marklkofen
- Erlus-Logistik-Zentrum Hockenheim
- Erlus-Logistik-Zentrum Köln
- Erlus-Logistik-Zentrum Steinheim
- Erlus-Logistik-Zentrum Dresden